# Pieter de Ridder
Pieter de Ridder (Hulst, 7 juni 1835 - Woubrugge, 16 mei 1890) was een Nederlandse burgemeester.

## Leven en werk
De Ridder werd geboren als zoon van Pieter Hendrik de Ridder, deurwaarder bij de arrondissementsrechtbank Goes en bij het kantongerecht Hulst, en Catharina Francisca Cremer. Bij koninklijk besluit d.d. 11 augustus 1869 werd hij benoemd tot burgemeester van Woubrugge. Al zes jaar eerder, in 1863, was hij benoemd tot secretaris van deze gemeente. Beide functies combineerde hij tot 1888. In dat jaar werd hij op zijn verzoek, wegens ziekte, eervol ontslagen als burgemeester van Woubrugge.
De Ridder trouwde op 29 oktober 1863 te Hulst met Cornelia Petronella de Bruijn. Hij overleed in mei 1890 op 54-jarige leeftijd in zijn woonplaats Woubrugge. Zijn broer Johannes Alexander was burgemeester van Zwammerdam.